# سانتياغو إي. كامبوس
سانتياغو إي. كامبوس (بالإنجليزية: Santiago E. Campos)‏ هو قاضي ومحامي أمريكي، ولد في 25 ديسمبر 1926 في سانتا روزا في الولايات المتحدة، وتوفي في 20 يناير 2001 في سانتا فيه في الولايات المتحدة.